# Carl Hamilton (jurist)
Carl Gustaf Hugo Hamilton, född 20 april 1915 i Stockholm, död 8 oktober 2004 i Härnösand, var en svensk greve och jurist.
Hamilton avlade reservofficersexamen 1935, juris kandidat vid Stockholms högskola 1939, genomförde tingstjänstgöring 1939–1943, blev fiskal i Svea hovrätt 1943, blev kapten i reserven 1946, var tingssekreterare i Leksands och Gagnefs tingslag 1945–1948, assessor i Svea hovrätt 1949, byråchef i Hyresrådet 1950–1952, revisionssekreterare 1955–1957 (tillförordnad 1954), borgmästare i Härnösands stad 1957–1964, häradshövding i Ångermanlands södra domsaga 1964–1970 och lagman i Härnösands tingsrätt 1971–1981. 
Hamilton var juridiskt biträde åt Överbefälhavaren 1950–1957, vice ordförande i Hyresrådet 1954–1965, ledamot av repatrieringskommissionen i Korea 1953–1954, ordförande i kyrkofullmäktige 1960–1988, ledamot av domkapitlet i Härnösands stift 1961–1982, ledamot av Svenska kyrkans missionsstyrelse 1964–1986, ordförande i övervakningsnämnden 1965–1983 och utskrivningsnämnden i Härnösand 1969–1985, ledamot av Svenska kyrkans centralstyrelse 1983–1986 och ledamot av ansvarsnämnden för biskopar 1983–1989. Han utgav Hyresreglering och besittningsskydd (tillsammans med andra, 1959).
Carl Hamilton var son till vattenrättsdomare, greve Hugo Hamilton och Astrid Hallberg. Han var gift med Gertrud Margareta Hamilton, född Brilioth (1922–2005), dotter till ärkebiskop Yngve Brilioth och Brita Brilioth, född Söderblom.